# Trusovice
Trusovice jsou bývalá obec, nyní katastrální území obce Bohuňovice v Olomouckém kraji, okres Olomouc. Rozkládají se na jihu obce okolo Trusovického potoka.

## Historie
První písemná zmínka o vsi pochází z roku 1370 (Trussowicz). Patřila až do vzniku obecních samospráv v roce 1850 olomoucké kapitule, poté spadala podobně jako Moravská Loděnice do politického okresu Olomouc-venkov (naproti tomu Bohuňovice patřily do okresu Šternberk). Trusovice měly od roku 1674 právo pečeti, první dochovaný otisk je ale až z roku 1749. Třicetiletá válka obec asi více nezasáhla, podle lánových rejstříků zde bylo celkem 14 usedlostí a žádná z nich opuštěná. Hospodařilo zde tehdy sedm středních rolníků, tři malorolníci a čtyři domkáři. V roce 1758 ji ale vypálili Prusové.
Fungoval zde obecní špitál a chudobinec, ve 30. letech 20. století byla z důvodu častých záplav regulována Trusovka. Politicky se v Trusovicích za první republiky organizovali lidovci, agrárníci a sociální demokraté. Kulturně byli nejvíce činní členové místního sboru dobrovolných hasičů, který se roku 1943 odtrhl od bohuňovického. Provozovali ochotnické divadlo, pořádali plesy, dožínky, silvestrovské zábavy apod. Opětovně se stali součástí jednotného sboru, podobně jako místní JZD (původně zemědělské strojní družstvo) jednoho družstva v roce 1960, kdy došlo ke sloučení Bohuňovic, Moravské Loděnice a Trusovic v jednu obec.